# Litespeed F3

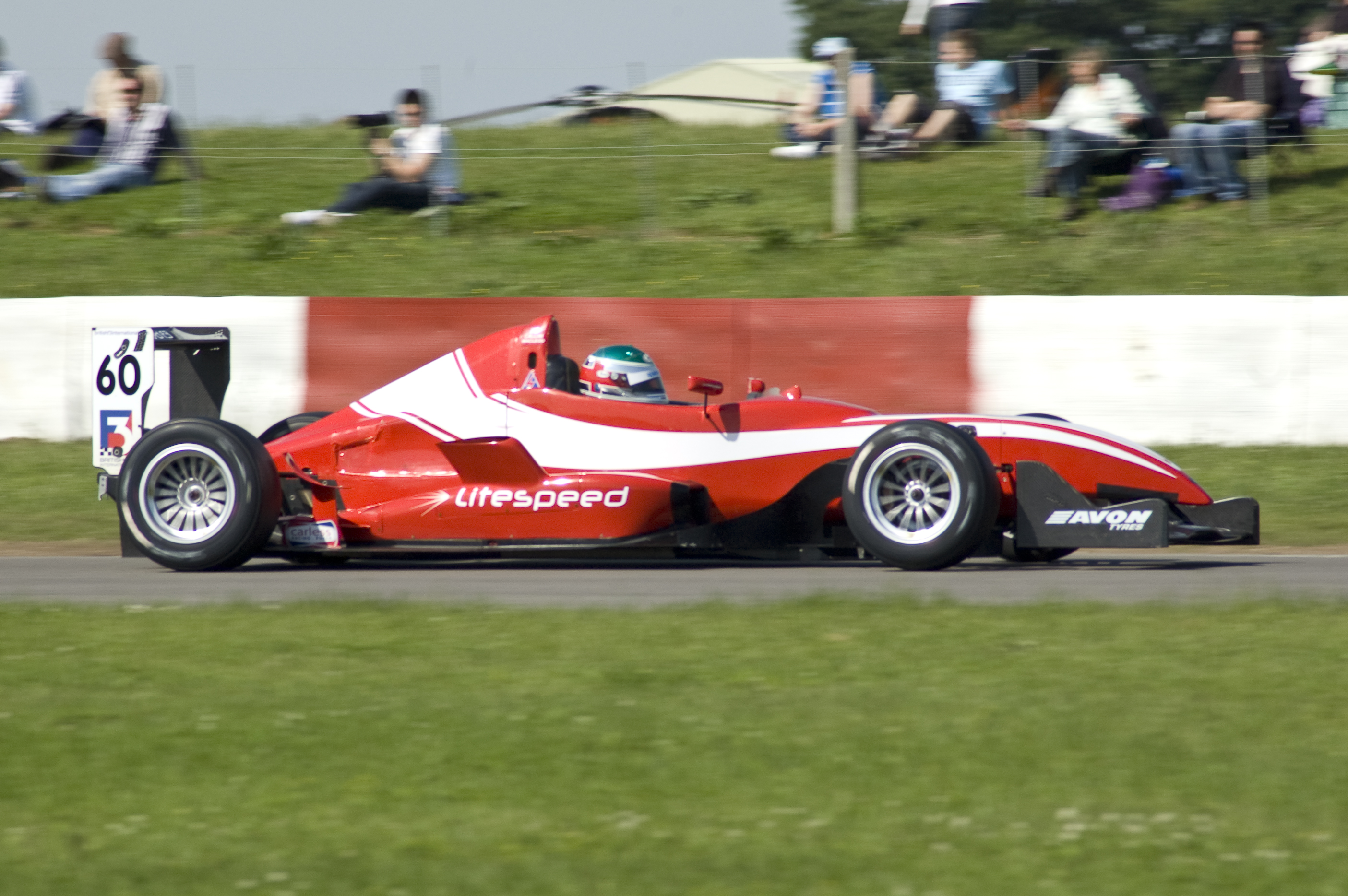
Une monoplace Litespeed F3.

Litespeed F3 est une écurie de Formule 3, établie à Norfolk, en Angleterre..

## Histoire
Fondée par deux anciens membres de la Team Lotus, l'écurie Litespeed participe à la saison 2008 du championnat de Grande-Bretagne de Formule 3.

## Litespeed R1
La Litespeed R1 a été conçue en 2005 avec l’aide du groupe ATR[réf. nécessaire]. En 2006, elle a bénéficié d’une mise à jour aérodynamique. Sur le circuit Nürburgring, en Allemagne, elle a obtenu la pole position[réf. nécessaire].